# Куриен, Вергиз
Вергиз Куриен (англ. Verghese Kurien; 26 ноября 1921 года, Кожикоде, Британская Индия — 9 сентября 2012 года, Надиад, Индия) — индийский социальный предприниматель, менеджер и чиновник.
Более всего известен как «отец белой революции» (англ. Father of the White Revolution) и «молочник Индии» (англ. Milkman of India), за его «миллиард-литровую идею» — «Операцию потоп» (англ. Operation Flood) — крупнейшую в мире программу развития сельского хозяйства и молочной промышленности.
Его стараниями Индия превратилась в крупнейшего в мире производителя молока с примерно 17 % мирового производства в 2010—2011 годы, что за тридцать лет позволило сделать молоко в два раза доступней каждому человеку.
Позже он сделал Индию самодостаточной в области животных жиров.
Произвёл революцию в молочной промышленности, начав производство порошка из молока буйволов.
Вергиз Куриен руководил около тридцати основанными или преобразованными им организациями — молочным кооперативом Amul, Кооперативом молочного маркетинга Гуджарата (GCMMF), Институтом сельскохозяйственного управления Ананда (IRMA) и другими.
За его заслуги премьер-министр Индии Лал Бахадур Шастри назначил Куриена председателем создаваемого Национального совета развития молочной отрасли Индии (англ. National Dairy Development Board) (NDDB) для распространения опыта кооператива Amul на всю страну.
По вероисповеданию — атеист.
Куриан скончался 9 сентября 2012 года в госпитале города Надиад, куда поступил из-за проблем с почками.
Он был женат на Молли, у них была одна дочь Нирмала и внук Сиддхартх.
Молли умерла через полгода после Вергиза 14 декабря 2012 года в Мумбаи.

## Награды и премии
| Год  | Название                                         | Награждающая организация                                              |
| ---- | ------------------------------------------------ | --------------------------------------------------------------------- |
| 1999 | Падма Вибхушан                                   | Правительство Индии                                                   |
| 1993 | Персона года                                     | Международная молочная выставка (англ. World Dairy Expo)              |
| 1991 | Выдающиеся выпускники                            | Университет штата Мичиган                                             |
| 1989 | Всемирная продовольственная премия               | Фонд Всемирной продовольственной премии                               |
| 1986 | Премия мира Вателера (англ. Wateler Peace Prize) | Карнеги фонд (англ. Carnegie Foundation; Нидерланды)                  |
| 1986 | Krushi Ratna                                     | Правительство Индии                                                   |
| 1966 | Падма Бхушан                                     | Правительство Индии                                                   |
| 1965 | Падма Шри                                        | Правительство Индии                                                   |
| 1963 | Премия Рамона Магсайсая                          | Фонд премии Рамона Магсайсая (англ. Ramon Magsaysay Award Foundation) |

Куриен также является обладателем 15 почётных степеней университетов Индии и мира.